# Републикански път III-198
Републикански път IIІ-198 е третокласен път на територията на област Благоевград с дължина 94,7 км.
Пътят се отклонява вдясно на 87,7-и км на Републикански път II-19 в източната част на град Гоце Делчев. Преминава през центъра на града и с множество серпентини се изкачва нагоре по Пирин, преминава през село Добротино и достига седловината Попови ливади (Папазчаир, 1430 м). От там започва дълго и постепенно слизане от планината към Санданско-Петричката котловина при село Катунци. В този си участък пътят преминава само през село Горно Спанчево. След село Катунци пътят продължава в западна посока, преминава през селата Вряня, Долно Спанчево, Чучулигово и Марино поле, пресича Републикански път I-1 (на 446,9 км) и река Струма, преминава през село Дрангово и достига до град Петрич. От там пътят продължава отново на запад, пресича река Струмешница и покрай левият ѝ бряг през селата Първомай и Струмешница достига до ГКПП Златарево-Ново село и границата със Северна Македония, където продължава под № 6 от Македонската пътна мрежа.
| Пътища, отклоняващи се надясно (населено място, № на пътя, посока на пътя)                              | Км   | Пътища, отклоняващи се наляво (посока на пътя, № на пътя, населено място)                     |
| --- | ---- | --------------------------------------------------------------------------------------------- |
| Община Гоце Делчев II-19, 87,7 км, гр. Гоце Делчев →                                                    | 0,0  | → гр. Гоце Делчев 87,7 км, II-19, Община Гоце Делчев                                          |
| с. Добротино                                                                                            | 9,6  | с. Добротино                                                                                  |
| Община Сандански                                                                                        | 17,6 | Община Сандански                                                                              |
| (за с. Пирин) общински път ←                                                                            | 29,2 |                                                                                               |
| с. Горно Спанчево                                                                                       | 37,1 | → с. Горно Спанчево, общински път (за с. Храсна)                                              |
| (за с. Ковачево) общински път ←                                                                         | 38,9 |                                                                                               |
| (за с. Черешница) общински път ←                                                                        | 41,7 |                                                                                               |
| | 44,7 | → общински път (за с. Калиманци)                                                              |
| (за с. Златолист) общински път с. Катунци ←                                                             | 46,4 | ← с. Катунци, 50,2 км, III-1906 (от с. Копривлен) → с. Катунци, общински път (за с. Пиперица) |
| (за с. Хърсово) общински път с. Вряня ←                                                                 | 50   | с. Вряня                                                                                      |
| Община Петрич                                                                                           | 52,1 | Община Петрич                                                                                 |
| с. Долно Спанчево                                                                                       | 56,6 | → с. Долно Спанчево, общински път (за с. Ново Ходжово)                                        |
| с. Чучулигово                                                                                           | 59,6 | → с. Чучулигово, общински път (за с. Кулата)                                                  |
| с. Марино поле                                                                                          | 61,2 | с. Марино поле                                                                                |
| I-1, 446,9 км →                                                                                         | 62,8 | → 446,9 км, I-1                                                                               |
| | 64,3 | → общински път (за с. Тополница)                                                              |
| с. Дрангово                                                                                             | 66,3 | с. Дрангово                                                                                   |
| (за с. Митино) общински път ←                                                                           | 70,4 |                                                                                               |
| | 70,9 | → общински път (за с. Ръждак)                                                                 |
| (от 435,8 км на път I-1) III-108, 12,7 км, гр. Петрич →                                                 | 74,1 | → гр. Петрич, общински път (за с. Беласица)                                                   |
| | 79,4 | → общински път (за селата Беласица и Коларово)                                                |
| (от 5,6 км на път III-108) III-1084, 13,9 км, с. Първомай → (за с. Мендово) общински път, с. Първомай ← | 79,7 | с. Първомай                                                                                   |
| (за с. Дреновица) общински път ←                                                                        | 83,7 |                                                                                               |
| (за с. Кладенци) общински път ←                                                                         | 86,9 |                                                                                               |
| (за с. Боровичене) общински път, с. Струмешница ←                                                       | 87,6 | с. Струмешница                                                                                |
| | 94,3 | → общински път (за с. Габрене)                                                                |
| граница Северна Македония, ГКПП Златарево                                                               | 94,7 | ГКПП Златарево, граница Северна Македония                                                     |